# ايلي دوميترسكو
ايلي دوميترسكو (بالرومانية: Ilie Dumitrescu) مواليد 6 يناير 1969 في بوخارست، هو لاعب كرة قدم روماني سابق كان يلعب كمهاجم. سبق له أن لعب في كأس العالم لكرة القدم مع منتخب بلاده. لعب خلال مسيرته 284 مباراة سجل خلالها 84 هدفاً.

## مرحلة الشباب

### أندية لعب لها
- نادي ستيوا بوخارست

## المسيرة الاحترافية

### أندية لعب لها
- نادي ستيوا بوخارست
- نادي توتنهام هوتسبير
- وست هام يونايتد
- نادي أمريكا
- أتلانتي إف سي

## وصلات خارجية
- الموقع الرسمي

## روابط خارجية
- ايلي دوميترسكو على موقع IMDb (الإنجليزية)

- ايلي دوميترسكو على موقع الاتحاد الدولي (مؤرشف)  (الإنجليزية)
- ايلي دوميترسكو على موقع قاعدة بيانات كرة القدم.إي يو (الإنجليزية)
- ايلي دوميترسكو على موقع ناشيونال فوتبول تيمز (الإنجليزية)
- ايلي دوميترسكو على موقع Soccerbase.com (لاعب) (الإنجليزية)
- ايلي دوميترسكو على موقع Soccerway.com (الإنجليزية)
- ايلي دوميترسكو على موقع عالم كرة القدم.نت (الإنجليزية)